# Candy (canción de Robbie Williams)
«Candy» es una canción interpretada por el cantante británico Robbie Williams y el primer sencillo de su noveno álbum de estudio Take the Crown, que fue lanzado el 2 de noviembre de 2012. BBC Radio 2 lo estrenó el 10 de septiembre de 2012. 

## Listas de éxitos
Permaneció durante dos semanas en el número uno en Croacia. llegó al número uno en el Reino Unido y se convirtió así en la séptima canción de Williams como solista que alcanza dicha posición en dicho país tras «Radio» (2004).
Entró en los diez primeros puestos de varios países como la República Checa, Italia, Irlanda, Alemania y Austria, entre otros.
Al finalizar 2012, se habían vendido 503 000 copias del sencillo en el Reino Unido y quedó en el puesto vigésimo segundo de las canciones más vendidas del año en dicho país.

## Vídeo musical
El vídeo se estrenó por primera vez en YouTube el 10 de septiembre de 2012. En él aparece la actriz y modelo inglesa Kaya Scodelario y Williams es un ángel que la protege.

## Lista de canciones
Descarga digital (lanzado el 11 de septiembre de 2012)
1. «Candy» - 3:21

Digital EP (lanzado el 4 de octubre de 2012)
1. «Candy» (álbum versión) - 3:21
2. «Candy» (Max Sanna & Steve Pitron Remix) - 6:52
3. «Candy» (Major Look Remix) - 4:26
4. «Candy» (More Candy) - 7:07

CD alemán, austriaco y suizo (lanzado el 5 de octubre de 2012
1. «Candy» - 3:21
2. «Candy» (Max Sanna & Steve Pitron Remix) - 6:56